# Guaymitas
Guaymitas es una congregación del municipio de Navojoa, ubicada en el sur del estado mexicano de Sonora. Según los datos del Censo de Población y Vivienda realizado en 2010 por el Instituto Nacional de Estadística y Geografía (INEGI), Guaymitas tiene un total de 1,301 habitantes.

## Geografía
Guaymitas se sitúa en las coordenadas geográficas 27°06'33" de latitud norte y 109°26'21" de longitud oeste del meridiano de Greenwich, a una elevación de 41 metros sobre el nivel del mar.